# Hassan (radioprogram)
Hassan, från starten Hassan med topplista, var ett radioprogram i SR P3 som sändes januari 1993 – januari 1995. I programmet medverkade 
Fredrik Lindström,  Kristian Luuk,  Erik Haag,  Henrik Schyffert,  Pontus Djanaieff,  Hasse Pihl,  Lars Sundholm och Felix Herngren. I mindre roller medverkade Richard Linderbäck, Raymond Bertilsson och Kjell Eriksson.
Henrik Schyffert hade ursprungligen fått uppdraget att skapa ett ungdomsprogram med en topplista och inringande lyssnare, men programmet fick omgående en helt annan inriktning.
Ett inslag var att likt Kalle Sändare ringa upp folk och beställa varor eller tjänster, eller ställa underliga frågor som "Jag glömde ett starkt verb på buss 46 igår, kan du se om ni hittar det?". Förutom busringningar bestod programmet bland annat av sketcher, intervjuer med kända personer och paneldebatter. Inför svenska riksdagsvalet 1994 intervjuades ledarna för de olika partierna. Ett annat inslag kallades "Un-fucking-plugged", där artister och grupper sjöng a cappella i studion. 
Programmet sändes på söndagskvällarna klockan 17.00-19.00. Delar av programmen sändes i repris i samma kanal senare under 1990-talet.

## Skivor
Silence har gett ut ett antal skivor med samlade sketcher och busringningar från Hassan. De sex första skivorna såldes i 500 000 exemplar.
- Williamspäron - Vol. 1
- Minipizza - Vol. 2
- Budapeststubbe - Vol. 3
- Oxbringa - Vol. 4
- Tillvaratagna effekter - Vol. 5
- Telefonspøk - Live at Budokan
- Chop Suey - Take Away From SR
- Bi bim bap

## Böcker[5]
- Mattias Pettersson – Hassan : Samlat Guld (CD och bok), 2013
- Mattias Pettersson – Hassan : Samlat Guld vol. 2 med Sveriges lurigaste humor (CD och bok), 2014

## Källhänvisningar
1. 1 2  ”Svensk mediedatabas (SMDB)”. smdb.kb.se. https://smdb.kb.se/catalog/search?q=hassan+kanal:%22SR+P3%22+year:1990-1999+typ:radio&sort=OLDEST. Läst 20 juli 2023.
2. ↑  "Hassan". Arkiverad 29 juli 2005 hämtat från the Wayback Machine. SR.se. Läst 22 mars 2013.
3. ↑  ”Hassan - Samlat guld”. Bokförlaget Semic. http://mb.cision.com/Main/237/9458307/154206.pdf. Läst 20 juli 2023.
4. ↑  Lars Ring/Lars Collin  (2004-11-18): "SR kan dra in storkovan på legendariska live-inspelningar". svd.se. Läst 7 mars 2015.
5. ↑  ”Regina - Kungliga Biblioteket - hassan samlat guld”. regina.kb.se. https://regina.kb.se/primo-explore/search?query=any,contains,hassan%20samlat%20guld&tab=default_tab&search_scope=ALL&vid=46KBS_VU&lang=sv_SE&offset=0. Läst 20 juli 2023.